# Javier Hernández (actor)
Javier Hernández Rodríguez (Barcelona 5 de junio de 1984) es un actor Español.

## Biografía
Javier Hernández estudió interpretación en el estudio de Juan Codina además de laboratorio de imagen y un curso monográfico de producción en ECAM (Escuela de Cinematografía y del Audiovisual de la Comunidad de Madrid). Lo hemos podido ver en diversas producciones televisivas, principalmente en El barco interpretando a "Piti" o más recientemente en el serial diario Amar es para siempre como Jorge Arteche. 
Recientemente, ha realizado la gira de Romeo, obra de teatro que comparte con su compañero de El barco, Bernabé Fernández y Álex Barahona.

## Filmografía

### Televisión
- Hospital Central, como Alberto Bernal Sánchez, un episodio: Fuera de juego (2000)
- Física o Química, como Marcos (2009)
- El pacto, como Fran. Miniserie (2010)
- Águila Roja, como Sancho, un episodio (2010)
- La princesa de Éboli, como Rodrigo. Miniserie (2010)
- Hospital Central, como Ximo, dos episodios: Salvar vidas y Va a ser raro dejar todo esto atrás (2011)
- El barco, como Pedro Gironés "Piti" (2011-2013)
- Amar es para siempre, como Víctor Forján "Jorge Arteche" (2014-2015)
- El padre de Caín, reparto. Miniserie (2016)
- Salto sin red, como Rubén. Webserie (2019)
- Sueños de libertad, como Gonzalo Muñoz (2024-presente)

### Largometrajes
- Asesinos inocentes, como Manuel Ballesteros. Dir. Gonzalo Bendala (2015)

### Cortometrajes
- Tight, como un chico de la discoteca. Dir. Sergi Vizcaíno (2006)
- Una moneda de cambio, reparto. Dir. Álvaro Cea (2010)
- Insomnio, como Víctor. Dir. Ch. Martínez (2011)
- Animal, reparto. Dir. Carlos Aceituno (2013)
- Aún hay tiempo, como Ángel. Dir. Albert Pintó (2014)

### Teatro
- Los asesinos, de Álvaro Tato. Dir. Chos Corzo. Microteatro por dinero (2011)
- Sagrado corazón 45, de José Padilla. Dir. Eduardo Mayo. La Casa de la Portera. (2013)
- Romeo, de William Shakespeare. Dir. Álvaro Lavin. Teatro Galileo. (2012-Actualidad)